# Абрамов Микола Іванович
Микола Іванович Абрамов (рос. Николай Иванович Абрамов, 5 січня 1950, Котельники — 6 серпня 2005, Москва) — радянський футболіст, що грав на позиції захисника.
Виступав, зокрема, за клуб «Спартак» (Москва), з яким вигравав чемпіонат і Кубок СРСР, а також національну збірну СРСР, у складі якої став віце-чемпіоном Європи 1972 року.

## Клубна кар'єра
У дорослому футболі дебютував 1969 року виступами за команду «Спартак» (Москва). В першому ж сезоні за московський гранд він став чемпіоном СРСР. У 1970 році взяв участь у двох іграх Кубка європейських чемпіонів проти «Базеля», а у 1971 році разом із командою став володарем Кубка СРСР. Всього за рідну команду провів вісім сезонів, взявши участь у 137 матчах чемпіонату і був одним із лідерів «червоно-білих».
1978 року, у 28 років, Абрамов перейшов до клубу другої ліги «Москвич», в 1981 деякий час був його тренером. У 1983—1984 роках грав за столичний «Красний Октябрь», після чого повернувся у «Москвич» і захищав його кольори до припинення виступів у 1986 році.

## Виступи за збірну
13 травня 1972 року дебютував в офіційних матчах у складі національної збірної СРСР в грі відбору на Євро-1972 проти Югославії (3:0) і допоміг команді кваліфікуватись до фінальної стадії чемпіонату Європи 1972 року у Бельгії, де разом з командою здобув «срібло», але на поле не виходив. Загалом зіграв за збірну три гри.

## Титули і досягнення
- Чемпіон СРСР: 1969
- Володар Кубка СРСР: 1971

## Смерть
Помер 6 серпня 2005 року на 56-му році життя під час ветеранського турніру пам'яті міністра шляхів сполучення Бориса Бещева, що проходив на стадіоні «Локомотив» у місті Москва, від гострого інфаркту прямо на футбольному полі.